# کانال سنت مارتین
کانال سنت مارتین کانال یا آبراهه‌ای با طول ۴/۶ کیلومتر در شهر پاریس است که کانال اوراک را به رودخانه سن متصل می‌کند. تقریبا بیش از نیمی از کانال بین خیابان فاوبورگ دو تمپل و میدان باستیل در قرن نوزدهم سرپوشیده بود تا برای فضای عمومی و بولوار مهیا شود. این کانال هر ۱۰ تا ۱۵ سال یکبار تخلیه و تمیز می شود و میان صدها تن اشیاء دور ریخته شده همیشه برای حس کنجکاوی و بعضا گنج یابی پاریسی ها منبع جذابی به شمار می‌رود.

## تاریخ
گاسپارد دو چابرول، بخشدار پاریس، پیشنهاد ساخت کانالی از رودخانه اورک در ۱۰۰ کیلومتری شمال شرقی پاریس را، برای تامین آب شیرین شهر برای حمایت از جمعیت رو به رشد و کمک به جلوگیری از بیماری‌هایی مانند اسهال خونی و وبا، در عین حال تامین آب‌نماها و اجازه تمیز کردن خیابان‌ها ارایه داد. ساخت این کانال به دستور ناپلئون اول در سال ۱۸۰۲ انجام شد و ساخت و ساز تا سال ۱۸۲۵ انجام شد که هزینه آن با مالیات جدید بر شراب تأمین می شد.
این کانال همچنین برای تامین غلات، مصالح ساختمانی و سایر کالاهای پاریس که با قایق های کانال حمل می شد، استفاده می شد. دو بندر در کانال پاریس برای تخلیه قایق ها ایجاد شد: پورت دو آرسنال و بسین دلا ویل.
در دهه ۱۹۶۰، ترافیک به اندازه قطره چکانی کاهش یافت و کانال به سختی از پر شدن و آسفالت کردن یک بزرگراه در امان ماند.

## مسیر
ورودی کانال از حوضه پایانه وسیع (بسین دلا ویل) در کانال دلورک در یک سد سلولی دوگانه در نزدیکی کاخ استالینگراد قرار دارد. در ادامه به سمت رودخانه سن ، کانال با کیو د والمی در ساحل راست و کوای دو ژامپ در سمت چپ مرز می شود، از سه قفل پلکان دوتایی دیگر می گذرد قبل از اینکه در زیر سه voûte (تونل) متوالی ناپدید شود - du Temple، Richard. -لنوآر و باستیل - برای ظهور در Port de l'Arsenal، بندر اصلی برای قایق های بازدید و اقامت در پاریس.

## گردشگری
امروزه این کانال یک مقصد محبوب برای پاریسی ها و گردشگران است. برخی با قایق‌های مسافربری در کانال سفر می‌کنند. برخی دیگر به تماشای قایق‌هایی می‌نشینند که در این سری قفل‌ها حرکت می‌کنند و از زیر پل‌های عابر پیاده چدنی جذاب عبور می‌کنند. رستوران ها و بارهای محبوب بسیاری در امتداد قسمت باز کانال وجود دارد که مورد علاقه دانشجویان نیز می باشد.

## ایستگاه های مترو
این کانال را می‌توان از ایستگاه‌های متروی پاریس زیر مشاهده کرد: استالینگراد ، جمهوری، گونکور ، (مترو پاریس)، ژاک بونسرژن ، ژورس .

## در فرهنگ عامه
هنر

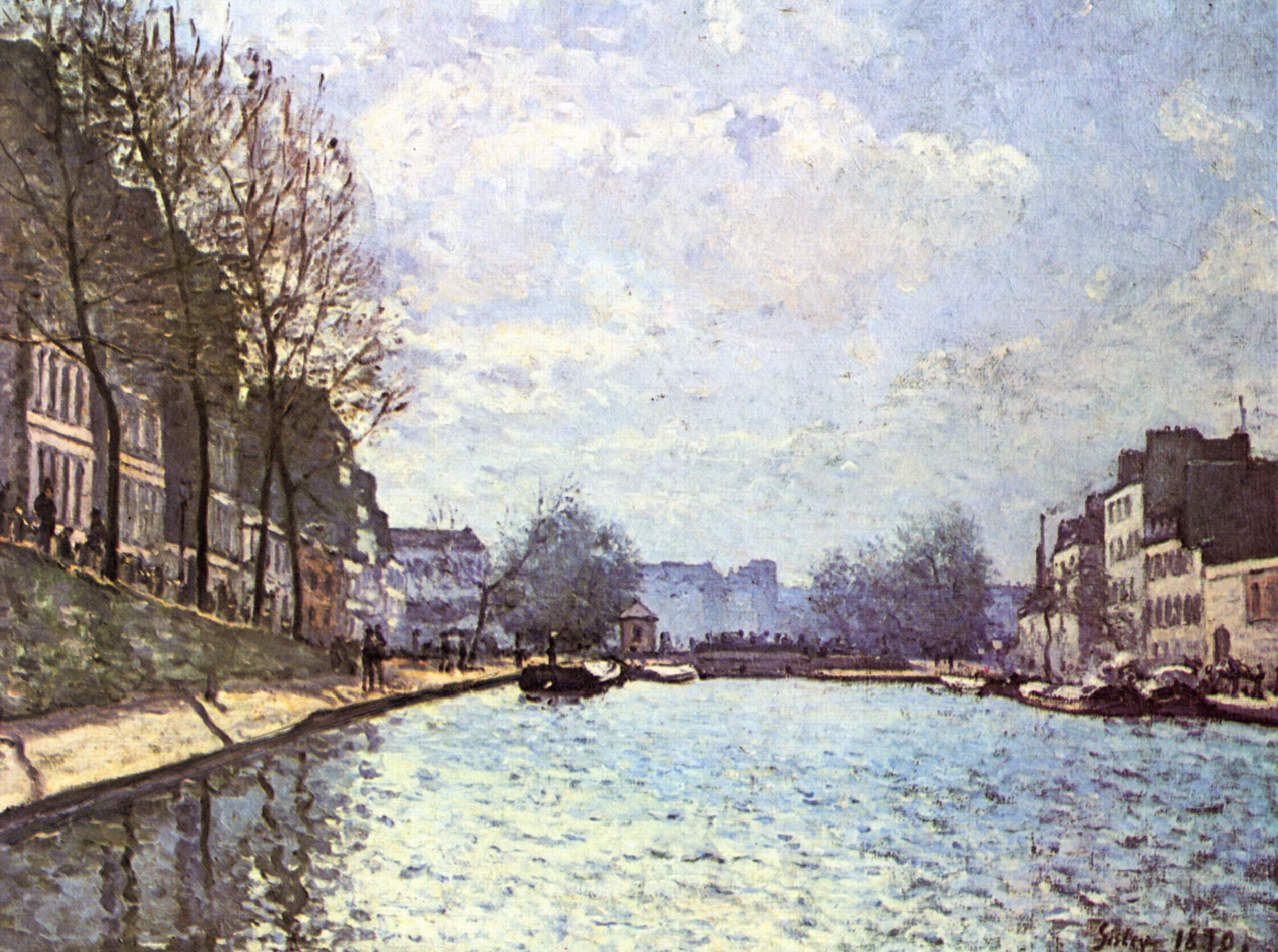
نمای کانال سنت مارتین (آلفرد سیسلی ، موزه اورسی ، ۱۸۷۰)

این کانال الهام بخش نقاشانی مانند آلفرد سیسلی (۱۸۳۹-۱۸۹۹) بود. در حال حاضر، بسیاری از آثار گرافیتی پیچیده در امتداد کانال قابل مشاهده است، و یک فضای هنری چندرسانه‌ای بزرگ در کناره‌های آن در ساختمان قبلی شهرداری در شماره ۱۰۴ خیابان اوبرویلیرز  وجود دارد.
سینما و تلویزیون
- این کانال تا حدودی محل فیلم آتالانت ژان ویگو در سال ۱۹۳۴ بود.
- این کانال در فیلم هتل شمال محصول ۱۹۳۸ به کارگردانی مارسل کارنه نمایش داده شده است.[۱]
- در ل مالوس دو آلفرد (۱۹۷۲)، پیر ریچارد و آنی دوپری در ابتدای فیلم یکدیگر را ملاقات می کنند در حالی‌که فکر خودکشی در کانال هستند.
- سریال پلیسی فرانسوی پی‌جی( fr:PJ (série télévisée) ) از یک عکس خارجی از ساختمانی در شماره ۵۲ خیابان بیشا، واقع در کنار کانال، به عنوان نمای ایستگاه پلیس استفاده می کند. ماشین‌ها اغلب در ساختمان نشان داده می‌شدند و کانال و محله مجاور آن به عنوان پس‌زمینه برای صحنه‌ها استفاده می‌شد.
- این کانال در فیلم معروف ژان پیر ژونه در سال ۲۰۰۱ که به انگلیسی به نام آملی شناخته می‌شود، ظاهر می‌شود، که در آن شخصیت عنوان در حال لذت بردن از یکی از فعالیت‌های مورد علاقه‌اش نشان داده می‌شود: پرش از سنگ در قفل کانال.[۲]
- این کانال به عنوان یک راه فرار برای اتان هانت و تیمش در فیلم ماموریت غیر ممکن - فال‌اوت در سال ۲۰۱۸ استفاده شد.

موسیقی
- ادیت پیاف در آهنگ " Les mômes de la cloche " که توسط وینسنت اسکوتو و دکایه، موسیقی مدینگر در سال ۱۹۳۶‌ نوشته شده، درباره کانال می خواند.
- آهنگ "The Dilettante" د کورتینرز به کانال اشاره می کند و از فضای دلپذیر اطراف آن صحبت می کند.

ادبیات
- رمان ژرژ سیمنون میگرت و اجساد بی سر (Maigret et le corps sans tête) در داخل و اطراف کانال می گذرد.

## گالری

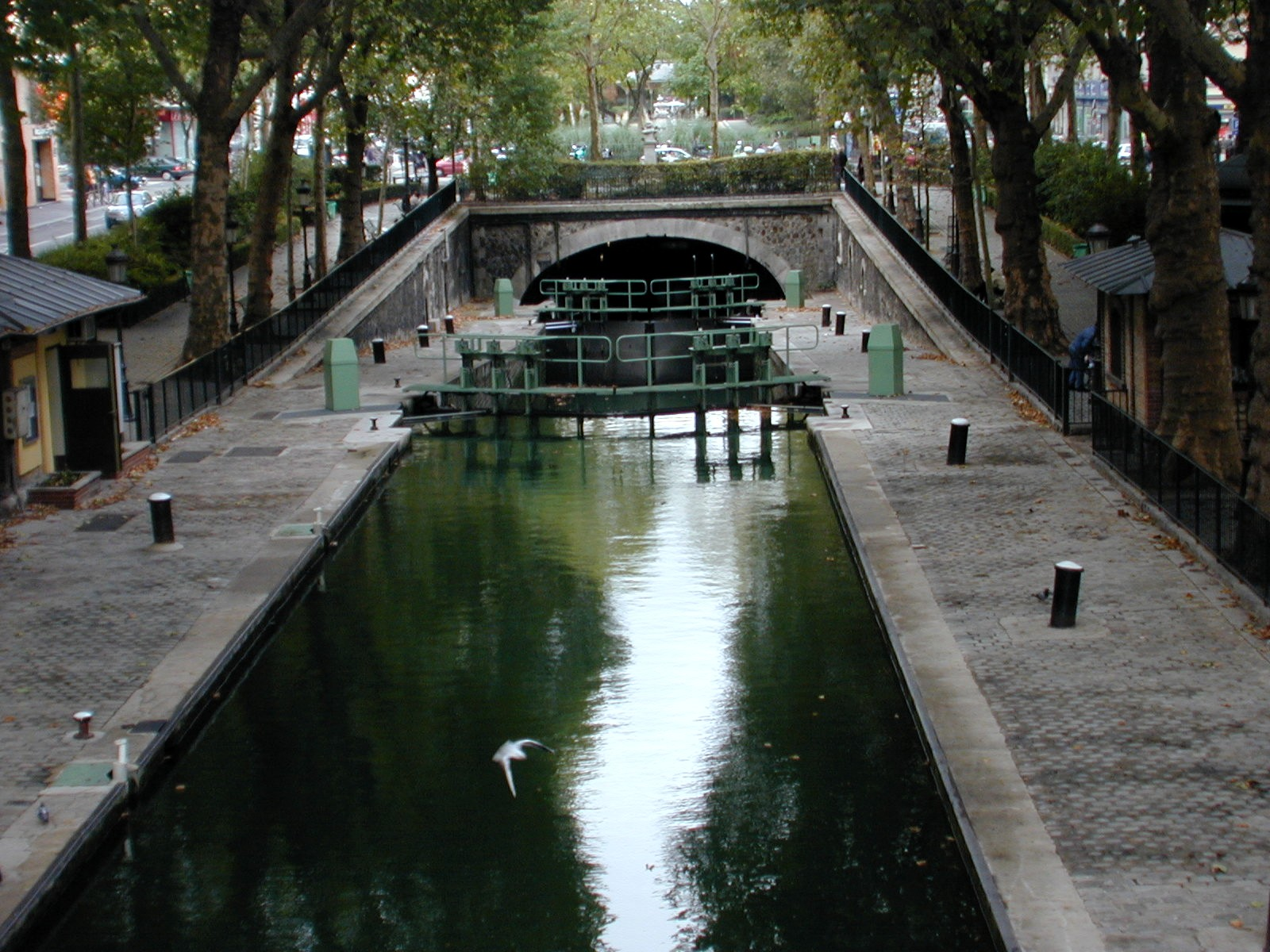
کانال سنت مارتین در میدان فردریک لامایتر
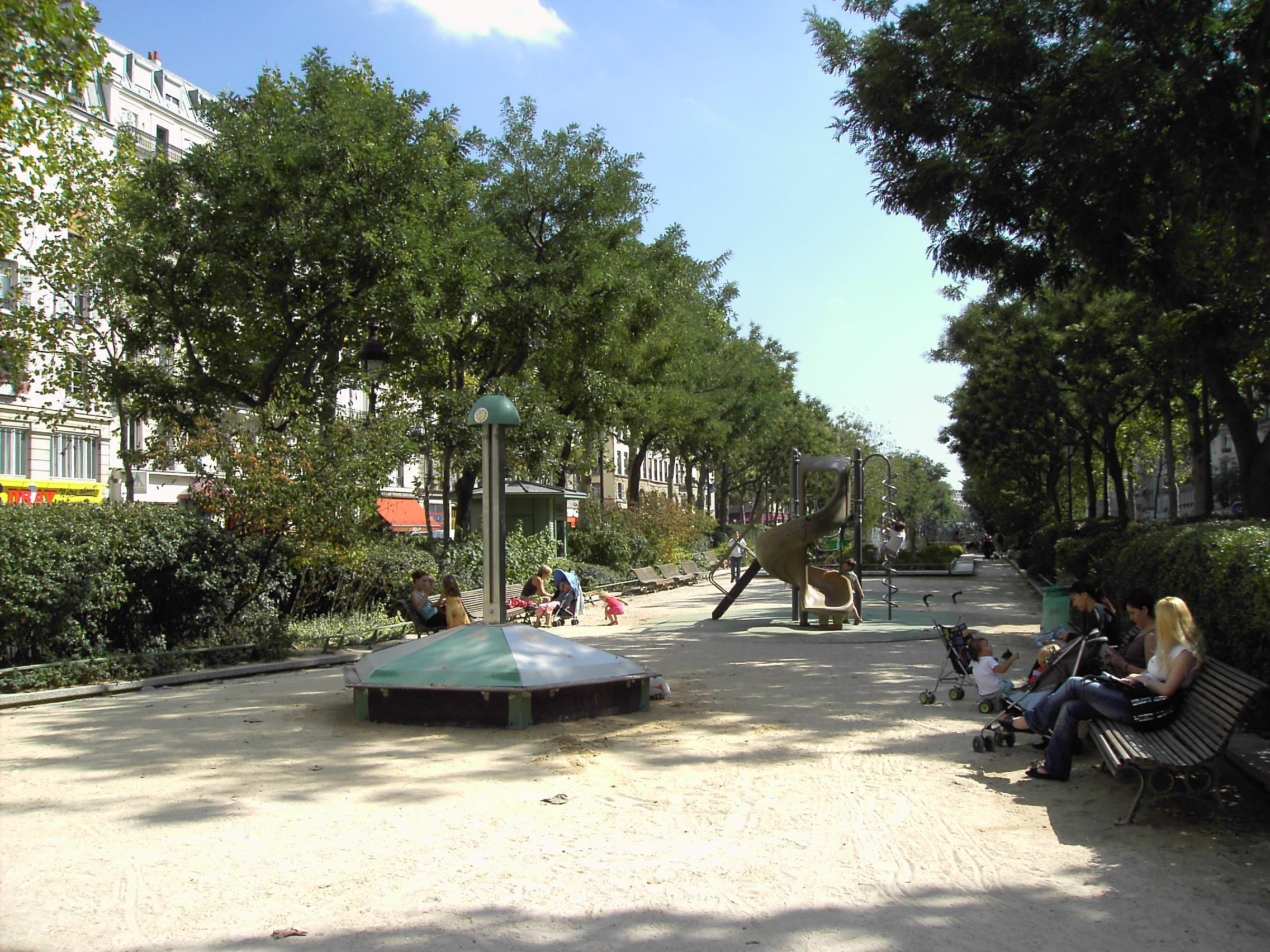
بلوار Jules-Ferry که انتهای پایینی کانال را می پوشاند
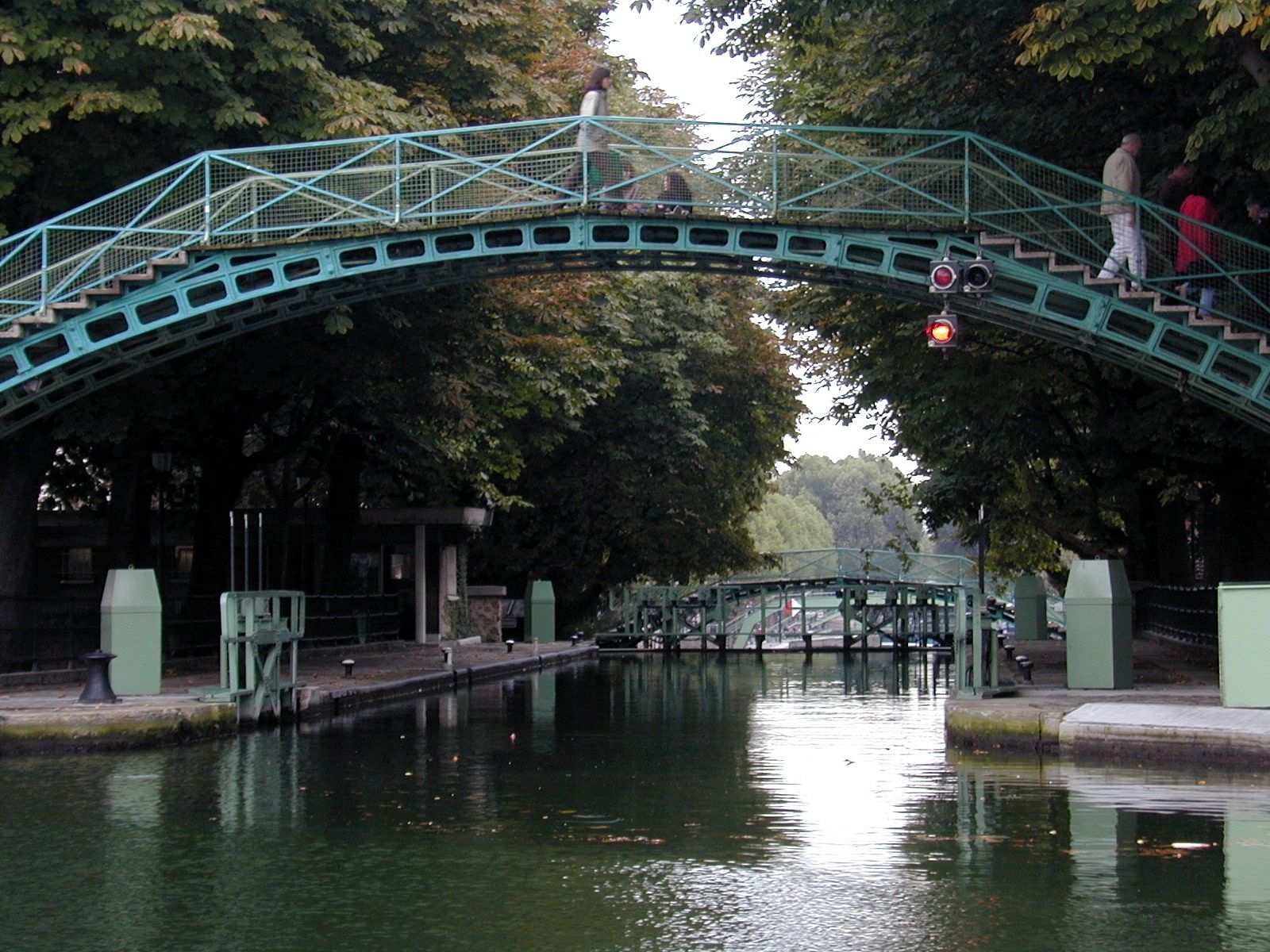
یک پل آهنی معمولی روی کانال
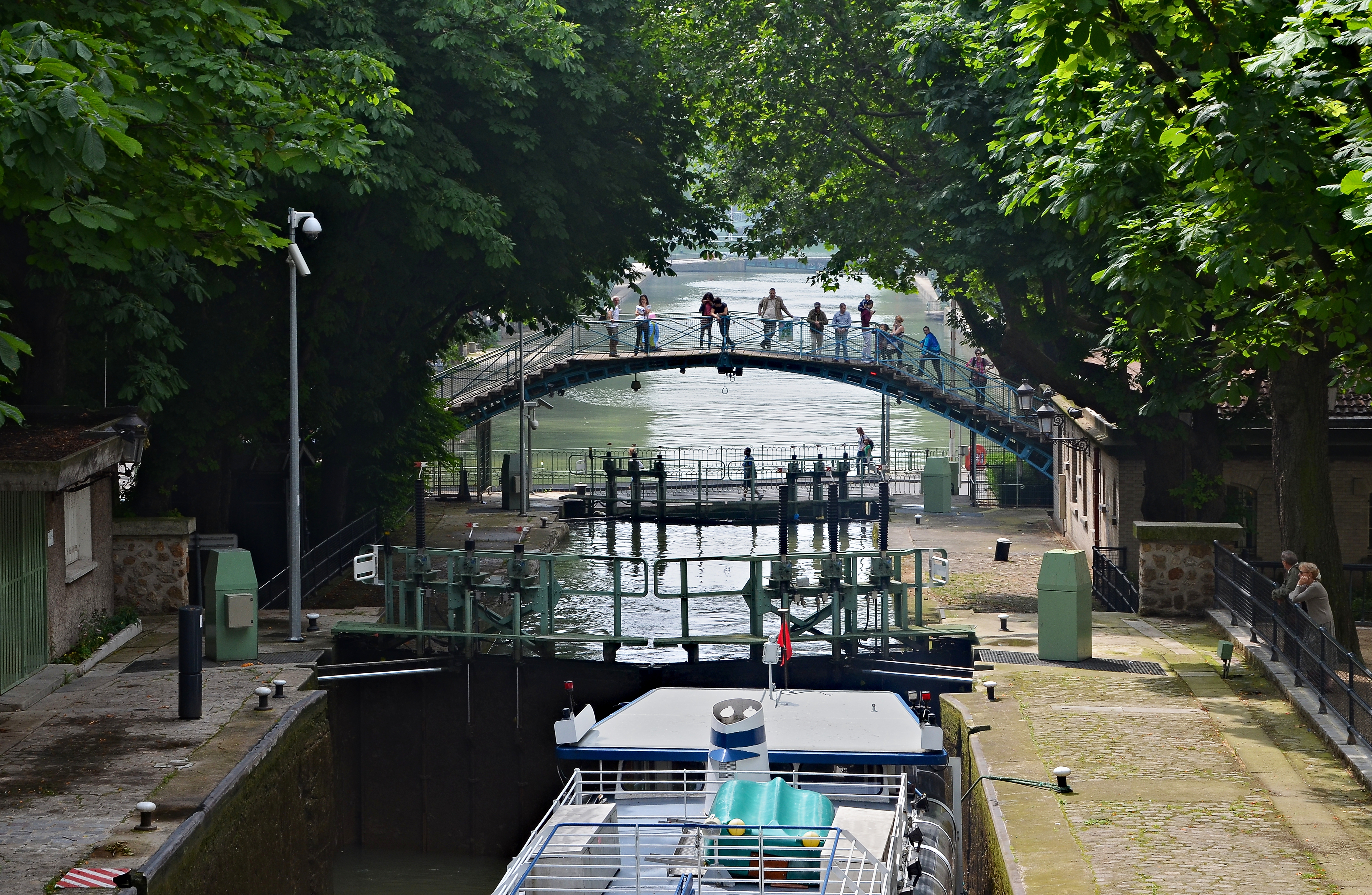
قفل های ریکوله

## لینک های خارجی
- پاریس - Canal de l'Ourcq، Canal Saint-Denis و Canal Saint-Martin نقشه ها و اطلاعات مکان ها، بنادر و لنگرگاه ها در کانال ها، توسط نویسنده آبراه های داخلی فرانسه ، Imray
- جزئیات ناوبری برای 80 رودخانه و کانال فرانسه (بخش وب سایت آبراه های فرانسه)
- وبلاگ محله کانال سنت مارتین (به فرانسوی)
- نقشه کانال سنت مارتین (به فرانسوی)
- گنجینه های غرق شده یک کانال پاریس